# Копосово (селище, Архангельська область)
Копосово (рос. Копосово) — селище в Котлаському районі Архангельської області Російської Федерації.
Населення становить 8 осіб. Входить до складу муніципального утворення Котласький муніципальний округ.

## Історія
До 2022 року входило до складу муніципального утворення Приводинське поселення.

## Населення
| 2002 | 2010 | 2012 |
| ---- | ---- | ---- |
| 21   | ↘11  | ↘8   |